# U-Bahnhof Villa San Giovanni
Der U-Bahnhof Villa San Giovanni (in ursprünglichen Plänen auch einfach Villa genannt) ist ein unterirdischer Bahnhof der U-Bahn Mailand. Er wurde nach einer alten Villa benannt.

## Geschichte
Ende der 1950er Jahre wurde mit dem Bau des ersten Streckenabschnittes der U-Bahn Mailand begonnen, die von Marelli nach Lotto führen sollte. Dazu gehörte unter anderen der Bahnhof Villa San Giovanni.
Die Strecke wurde am 1. November 1964 eröffnet.

## Lage
Wie jeder Bahnhof der Linie 1 hat der Bahnhof Villa San Giovanni zwei Gleise mit Seitenbahnsteig. Über dem Gleisniveau befindet sich ein Zwischengeschoss mit Zutrittskontrolle. Die architektonische Ausstattung wurde wie bei allen Bahnhöfen der Linien M1 und M2 von den Architekten Franco Albini und Franca Helg und vom Grafiker Bob Noorda gestaltet.

## Anbindung
| Linie | Verlauf |
| ----- | --- |
|       | Sesto 1º Maggio FS – Sesto Rondò – Sesto Marelli – Villa San Giovanni – Precotto – Gorla – Turro – Rovereto – Pasteur – Loreto – Lima – Porta Venezia – Palestro – San Babila – Duomo – Cordusio – Cairoli – Cadorna FN – Conciliazione – Pagano – Buonarroti – Amendola – Lotto – QT8 – Lampugnano – Uruguay – Bonola – San Leonardo – Molino Dorino – Pero – Rho Fiera – Wagner – De Angeli – Gambara – Bande Nere – Primaticcio – Inganni – Bisceglie |